# Mari Cheba
«Mari Cheba» — українська співачка, авторка пісень, волонтерка. Вокальні здібності українки оцінила світова музична індустрія: дівчина стала володаркою звання «кращий жіночий вокал» за версією Trip Hop Nation  серед українок. У 2016 році Mari Cheba стала номінанткою премії Yuna в категорії «Відкриття року». Марі була учасницею благодійного туру в зоні АТО «Підтримай своїх», у якому взяли участь українські зірки у 2014 році (М. Бурмака Т. Матвієнко, А. Мірзоян, Злата Огнєвіч, А. Приходько, Руслана, Ярмак та ін.)

## Історія
Марія народилася в передмісті Києва, але в ранньому дитинстві батьки відвезли її в Кривбас. Дівчинка виросла і зрозуміла, що писати й виконувати пісні виходить у неї найкраще. В травні 2010 року Марія Чеховська і гітарист Віталій Теличко, які знайомі ще з криворізької музичної школи № 3, створили акустичний гурт. У 2012 році на лейблі Ultra Vague Recordings гурт випустив альбом «Minimalism», у якому було всього дві лінії — вокал і гітара. Цей альбом був своєрідним пошуком свого місця, притаманний кожній людині. Через рік цей тандем розпався.
Після закінчення навчання в криворізькому університеті, на філфаку, вона повернулася до Києва, який вважає своїм місцем сили. Талановитій дівчині сили надають не тільки красиві місця міста, а й знакові люди, які тут зосереджені. Співачка під псевдонімом Marija Cheba працювала з Євгеном Ступкою з 2013 по 2014 рік, саунд-продюсером, відомим роботою над альбомом Океану Ельзи «Янанебібув», синглом Земфіри «Досвидания», платівкою Діани Арбеніної «Цунами» та записала з ним декілька синглів. У квітні 2015 року пісня iiiii eyes x #soundspace «Delphina Hvylyna» гурту Marija Cheba потрапила в компіляцію найкращих жіночих тріп-хоп вокалів «Special edition Trip Hop Nation Friends», який серед американських, британських й інших учасників збірки став єдиним україномовним треком. Саму ж компіляцію зміксував піонер тріп-хопу й засновник гурту «Morcheeba» Пол Чіба (Paul Cheeba).
У 2015 році Марі із гітаристом Денисом почали пошук електронного складу для нового проекту виконавиці — Mari Cheba. Тоді у їхній музичній сім'ї з'явився клавішник Валік Латиш. Музиканти Mari Cheba у своїй творчості почали сповідувати інтуїтивний підхід до творчості, експериментуючи зі звуком, не дотримуючись якихось стандартів і правил. Група поєднала найрізноманітніші стилі зі змішування вокальних ефектів, створюючи унікальний саунд-дизайн і власну архітектуру звуку.
19 червня 2016 року гурт випустив дебютний альбом «IONA». Трек «Svitlo For Y» попадає на хвилі українського радіо та стає популярним серед поціновувачів незалежної інді сцени. На цей трек Марі знімає першу з фешн фотографом та режисером  Корень Андрієм відео-роботу, де постає у новому жіночному образі, який в Марі Чеби з'являється під впливом Андрія.
У 2017 Марі випускає свій хіт «З тобою», який став візитною карткою артистки. Він став найбільш впізнаваним треком з її творчості в Україні. Марі спільно з фотографом та режисером Корень Андрієм відзняли кліп  на цей трек із суспільною відповідальністю: вони показали стан Підгорецького Замку у Львівській області (с.Підгірці), який довгий час потребував реставрації, але був дуже популярний серед українців, які любили знімати на його території весілля. Також у відео роботі з'являється експозиція картин, які весіли у замку, але через несприятливі умови та високу вологість у приміщенні були перевезені у більш безпечне місце на територію Львівської національної галереї мистецтв імені Б. Возницького.
у 2018 Марі починає співпрацю із саунд-продюсером та музикантом Alex Che (Олександр Черепанов). Вони виступають удвох та плідно працюють в студії над електронним альбомом. Випускають сингли  «Прислухаюсь» (2018), «Ангели»(2019), «Довіряй»(2020). На трек «Прислухаюсь» у 2018 Марі знімає кліп з режисером Корень Андрієм, в якому з'являється культова артистка з гурту ВІА ГРА Надія Мейхер. У 2019 Андрій та Марі вже виступають як творчий дует та знімають кліп «Ангели». В кліпові головні ролі зіграли прима-балерина українського опергого театру Катерина Кухар із своїм чоловіком, артистом балету та продюсером Олександром Стояновим, а за основу кліпу взято постанову сучасного українського балету «Діти Ночі».
У 2020 музикант та саунд продюсер  Alex Che (Олександр Черепанов) трагічно помирає від раку легень. Марі видходить від електронного звучання та залишає работу над спільним альбомом з Олександром.
У 2020 разом із музикантами Михайлом Вовком, Андрієм «Муха»  Самойло (культовий гітарист Бумбокс) Марі створює новий формат звучання і повертається до інді-фолку. Марі разом з музикантами створюють новий музичний матеріал де роблять ацент на тригеровий вокал з орієнтальною мілізматикою, виразні ліричні партії акустичних гітар та фолк-рокове звучання. У 2021 Марі плідно співпрацює із саунд-продюсером та артистом Мішею Кліменко (ADAM) і створюють разом з музикантами сингл «Лотоси». На цей трек Андрій Корень знімає кліп у жанрі ню з Марі. Ця відеоробота стає маніфестом природньої краси та самосприйняття без фільтрів  артистки та режисера. У цій роботі Андрій та Марі показують свій ідеал жіночої краси: "Як відомо, лотос — це давній символ чистоти та просвітлення. Незважаючи на брудну воду, у якій ця квітка цвіте, вона випромінює силу там, де немає ознак життя. Ця пісня — ода внутрішній силі, яка долає життєві труднощі та знаходить красу зсередини", - так пояснює символіку кліпу "Лотоси" Марі.
У листопаді 2021 Марі виступає стилісткою свого образу для кліпу «Пустоти», який знімає Корень Андрій. Цей кліп було випущено на підтримку релізу міні-альбому «КАМА», в якому запрошеним саунд-продюсером виступає леганда української музики Юрій Хусточка (треки «Любові», «Музика не для тебе») та молодий саунд-продюсер із соуловим звучанням Міша Кліменко,ADAM ( треки «Лотоси»», «Darling», «Пустоти»).
26.02.22 під час війни України з Росією Марі випускає пісню «Місце сили», яка виявилася пророчою і описує воєнну агресію проти мирних українців.

## Склад
- Марі Чеба — музика, вокал
- Андрій «Муха» Самойло — гітара, музика (з 2020)
- Макс Ватутін — музика, гітара, ударні (з 2021)

Колишні учасники:
- Валентин Латиш — клавіші, музика (2015—2018)
- Денис Рильков — електрогітара, музика (2015—2017)
- Олександр Черепанов (Alex Che) — саундпродюсер, гітара, музика (2018—2020)
- Михайло Вовк (2018—2021)

## Дискографія

### Альбоми
- IONA (2016)
- Прислухаюсь (2018)
- KAMA (2021)

### Сингли
- «Тільки ти» (2016)
- «З тобою» (2017)
- «Прислухаюсь» (2018)
- «Ангели» (2019)
- «Довіряй» (2020)
- «Лотоси» (2021)
- «Пустоти» (2021)
- «Місце сили» (2022)

## Кліпи
- iiiii eyes x Mari Cheba — Зізнання / Ziznannya (2016)
- Mari Cheba — Svitlo For Y (2016)
- Mari Cheba — З тобою (2017)
- Mari Cheba — Прислухаюсь (2018)
- Mari Cheba — Ангели (2019)
- Mari Cheba — Лотоси (2021)
- Mari Cheba — Пустоти (2021)